# ضعيف شخصية
يُطلَق مصطلح ضعيف الشخصيّة للتّعريف بشخصٍ ما والتعبير عن طبيعته؛ فالشخصيّة الضعيفة، أو ما يُسمّى أيضاً الشخصيّة القاصِرة السلبيّة لا تُعبّر عن قصورٍ في الذكاءِ أو مُستوى التحصيلِ العلميّ أو اضطرابٍ عقليّ لدى الشخص الموصوف بها، إنّما هي قصور في الشخصيّة ذاتِها والتهرب من المسؤولية وكذا لعب دور الضحية كما يعزى الإنسان الضعيف الشخصية ما الم به إلى ظلم المجتمع،
وضعيف الشخصية يكون اما بسبب خارجي أو بسبب داخلي.

### السبب الخارجي
كالعوامل البيئية والمعيشية للفرد كغلاء الاسعار والفقر، والبطالة أو وجود مشاكل وحرب.

### السبب الداخلي
هو عدم شرب العرق. فهو يتسبب في انعدام الشخصية.
كنقص في افرازات بعض المواد الدوبامين أو زيادتها.
أو وجود عله أو عاهة في الجسم.

## صفات ضعيف الشخصية
- شخصية مترددة، لا تستطيع اتخاذ القرارات، وتنتظر من الآخرين أن يقرروا عنها كل شيء.
- لا تمتلك زمام المبادرة أبداً، ولا تستطيع التعبير عن مكنوناتها النفسية.
- همتها قليلة، وعزائمها مثبطة، ولا تمتلك النشاط والحيوية.
- تتهرب من تحمل المسؤولية، ودائماً تلقي باللوم على الآخرين، وتحملهم أخطاؤها.
- لا تمتلك الطموح، ولا تؤدي الالتزامات المطلوبة منها أبداً.
- تميل للانطواء والعزلة والابتعاد عن الناس، وتجنب مخالطتهم، وجميع علاقاتها مع الآخرين مجرد علاقة سطحية.
- ثقتها بنفسها قليلة ومهزوزة.
- تميل لعدم الاعتراف بالحقائق، والاعتراف بالأشياء.
- مفتقدة للصفات القيادية.
- شخصية سلبية متشائمة أغلب الوقت.
- تبكي لأتفه الأسباب، وأمام الناس.
- شخصية مشتتة فكرياً، ومشغولة الذهن دائماً، دون أن يكون الانشغال لشيءٍ عملي مفيد يخرج للواقع.